# Place Jean-Gabin
La place Jean-Gabin est une voie du 18e arrondissement de Paris, en France.

## Situation et accès
Elle se situe à l'angle de la rue Custine et de la rue Lambert, au pied de la butte Montmartre.

## Origine du nom

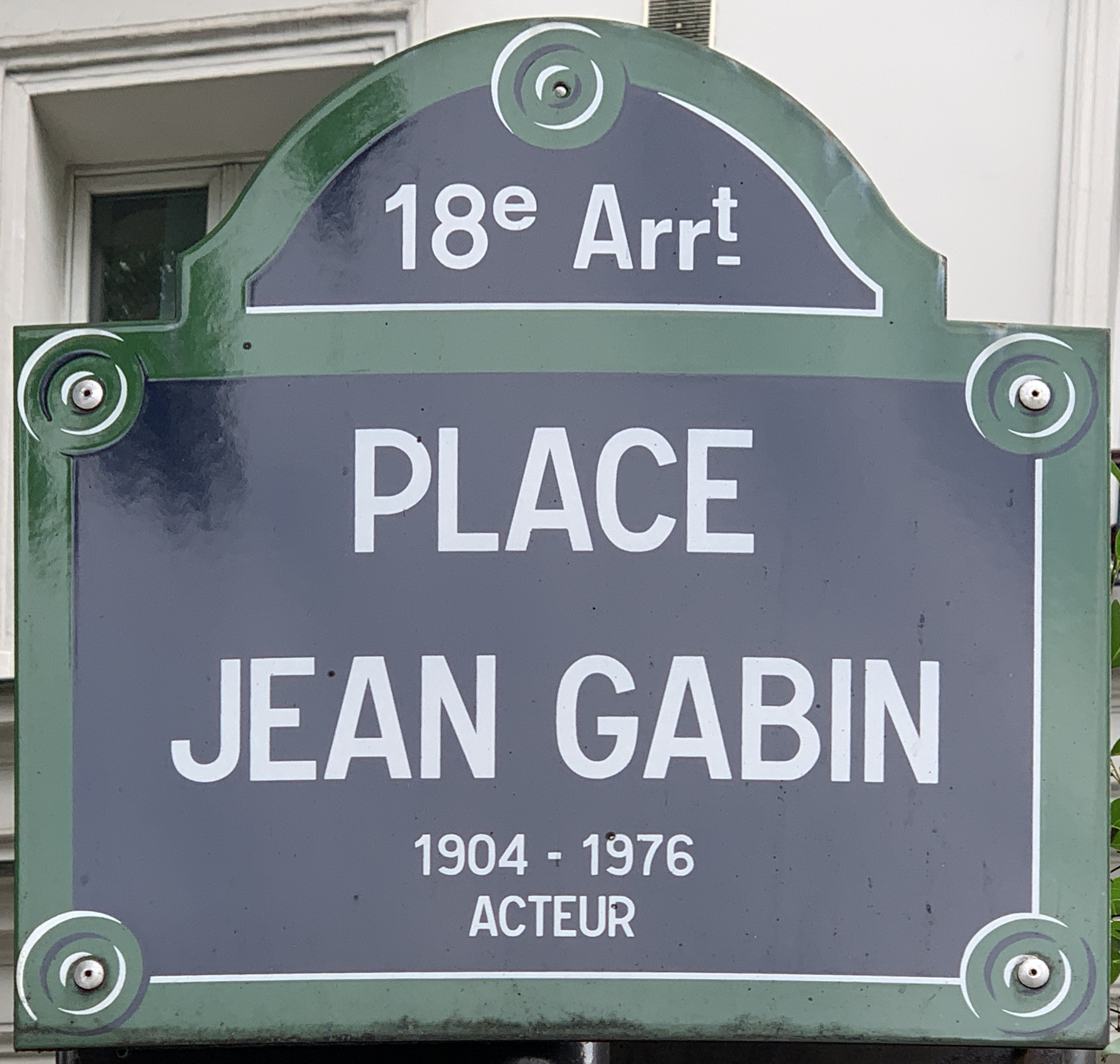
Plaque de la place.

Elle porte le nom de l'acteur français Jean Gabin (1904-1976).

## Historique
La place Jean-Gabin est créée et a pris sa dénomination le 14 novembre 2006 ; elle a été inaugurée le 16 mai 2008 par Daniel Vaillant, maire du 18e arrondissement de Paris en présence de Florence Moncorgé-Gabin et de Mathias Moncorgé, les enfants de l'acteur.